# 防氷ブーツ

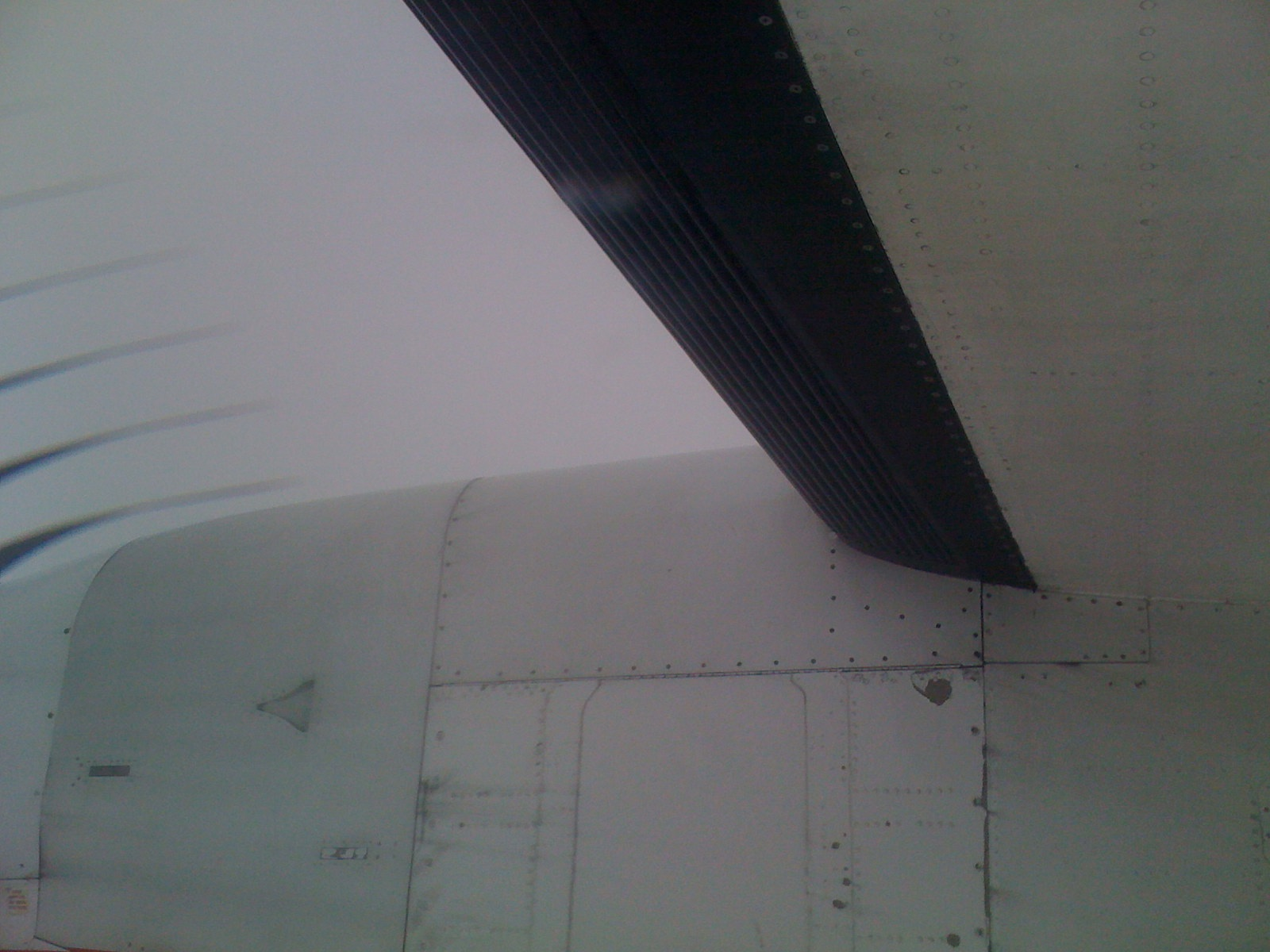
DHC-8 Q400旅客機の主翼に装着された黒いゴム製の防氷ブーツ

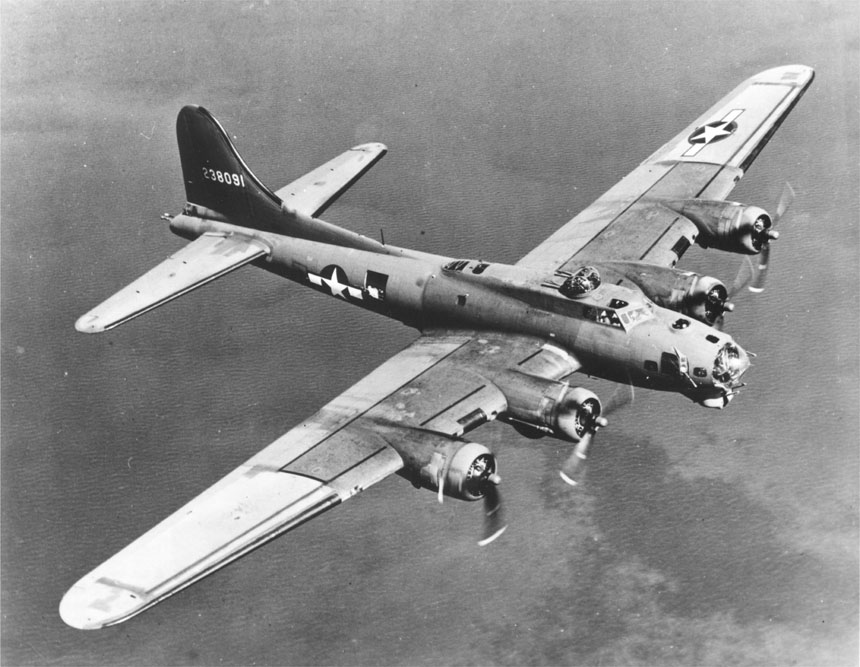
B-17フライングフォートレス爆撃機。主翼、垂直尾翼、水平尾翼の前縁に見える黒い線が防氷ブーツ

防氷ブーツ（ぼうひょうブーツ、英語: deicing boot）は、飛行中に着氷を機械的に防止する装置である。航空機の表面に装着されるが、一般的に最も着氷し易く、着氷した場合に航空機の性能に甚大な影響を及ぼす主翼や動翼（例えば、垂直尾翼や水平尾翼）の前縁に装着されている。

## 構造
防氷ブーツは表面に張られたゴム製の薄い膜でできている。着氷性の霧が発生し氷が形成されると空気圧システムが圧縮空気でブーツを膨らませる。この膨張で形成された氷に亀裂を生じさせ、この氷は風の流れで吹き飛ばされる。その後ブーツは収縮し、正規の表面形状に戻る。
この防氷ブーツは古風な技術であり、幾つかの欠点を持ち合わせている。ブーツは度々（2、3年毎の周期で）交換しなければならず、防氷ブーツの適切な手入れが重要である。ブーツに開いた如何なる穴も空気漏れを引き起こし、これを無くさなければブーツは正常に機能できない。このようにブーツは毎飛行前に綿密な検査を受け、あらゆる穴や亀裂は修復されなければならない。
防氷ブーツは疑いなく数多くの人命を救い、着氷が予想される天候での飛行を可能にしているがブーツが着氷を飛散させるよりも早く氷が形成されたり、ブーツが装着されていない機体表面に揚力や制御を危険なほど喪失させるような氷が張り付くような過度に厳しい着氷には対処できない。

## 発明と使用
防氷ブーツは1923年にアクロンのB.F.グッドリッチ社により開発された。
防氷ブーツは最も一般的に中型の旅客機で使用されている。大型の旅客機や軍用ジェット機では主翼の前縁の裏側にヒーター・システムが内蔵されており、これが常に働くことにより着氷を防いでいる。

## 代替技術
大型の民間航空機で通常使用されている制限条件の無い別の防氷技術には電熱システム（electrothermal systems）とブリードエア・システムがある。電熱システムは通常かなりの電力を要し、一般的には大容量の発電機を通じてこれを供給できる大型の航空機に使用が限られる。ブリードエア・システムはエンジンのエキゾーストマニホールドからの高温の空気を利用したもので、高圧配管（細い配管）を通して主翼や垂直、水平尾翼の（主に）前縁に放出している。
ボーイング社が787の主翼に使用している電熱防氷システムと同社が提唱するモア・エレクトリック・エアクラフト（More Electric Aircraft or even All Electric Aircraft）では電熱防氷システムが防氷ブーツやブリードエア・システムよりも民間航空機の分野ではより重要であると考えられている。ジェネラル・アヴィエーションの分野のジェット機でもブリードエア・システムに要する推力と燃料消費やそれの除去により更に享受できる利点についての効果の研究が進められている。